# Marienau (Coppenbrügge)
Marienau ist ein Ortsteil des Fleckens Coppenbrügge im niedersächsischen Landkreis Hameln-Pyrmont mit aktuell 708 Einwohnern (Stand Juni 2022).

## Lage
Marienau liegt südöstlich des Hauptortes Coppenbrügge im nördlichen Weserbergland am nördlichen Ausläufer des Ith.

## Geschichte
Von den Karmeliter-Mönchen des Klosters Marienau wurde im Mittelalter eine Wallfahrt zu einem als wundertätig angesehenen Marienbild im Mittelgebirge Ith betreut. Mit der Einführung der Reformation endeten im Jahre 1565 Kloster und Wallfahrt. Die Wallfahrt wurde nach dem Dreißigjährigen Krieg erneuert, 1773 wurde sie allerdings endgültig untersagt.
1732 kamen sechs Familien mit 23 Personen als Salzburger Exulanten nach Marienau und errichteten sich ab 1734 Wohnhäuser abseits des Ortes am Hang des Osterwaldes. Ihre Siedlung nannten sie Salzburg. Sie erhielten Brachland zum Urbarmachen und waren wegen der schlechten Böden auf Nebenerwerb angewiesen. 1758 gehörten zur Siedlung 15 Personen und nach der Aufnahme von Weberei stieg die Einwohnerzahl an.

### Eingemeindungen
Am 1. Januar 1973 wurde Marienau in den Flecken Coppenbrügge eingegliedert.

### Einwohnerentwicklung
| Jahr      | 1910  | 1925  | 1933  | 1939  | 1950  |
| --------- | ----- | ----- | ----- | ----- | ----- |
| Einwohner | 534   | 505   | 565   | 578   | 1221  |
| Quelle    | [ 4 ] | [ 5 ] | [ 5 ] | [ 5 ] | [ 1 ] |

## Politik
Ortsrat und Ortsbürgermeister
Der Ortsrat der Ortschaft Coppenbrügge vertritt auf kommunaler Ebene die Coppenbrügger Ortsteile Coppenbrügge, Dörpe und Marienau.

## Kultur und Sehenswürdigkeiten

### Bauwerke
- Die Kirche war früher ein Gebäude des Klosters Marienau. In den Jahren 2001 bis 2004 wurde der Garten an der Kirche zu einem „Klostergarten“ umgestaltet. Er verfügt über ein naturverbundenes Kräuterbeet, an dem sich die Besucher und Einwohner bedienen dürfen. Im Klostergarten wird das Johannesfest gefeiert, das auf den Ursprung des Dorfes Marienau („Maria an der Aue“) zurückgeht. Die Recherche und das Schreiben der Dorfchronik, worauf diese Feierlichkeiten zurückgehen, wurden von der ortsansässigen Uta Zehlius erfasst und in die heutige Zeit umgesetzt.
- In Marienau steht ein 1885 im Stil der Neorenaissance umgebautes Herrenhaus des Rittergutes Voldagsen (Marienau). Besitzer des Gebäudes war die Familie Bock von Nordholz. Von 1945 bis 1955 war in diesem Herrenhaus das Erwin-Bauer-Institut, als ehemalige Forschungsstelle des ehemaligen Kaiser-Wilhelm-Instituts und der heutigen Max-Planck-Gesellschaft, untergebracht. Es wurden in diesem Zusammenhang dort wissenschaftliche Zuchtversuche durchgeführt.

### Naturschutzgebiete
Mit einer Landschaftsschutzgebietverordnung von 1972 wurden Teile des Gebietes von Marienau in das Landschaftsschutzgebiet Osterwald-Saupark einbezogen und mit Verordnung von 1986 und erneut 2018 zum Naturschutzgebiet „Naturwald Saubrink/Oberberg“ erklärt. Der gesamte Ith und damit auch das Gebiet von Marienau ist mittlerweile als Schutzgebiet im Sinne der Fauna-Flora-Habitat-Richtlinie an die Europäische Kommission gemeldet worden.

### Regelmäßige Veranstaltungen
- Klettermöglichkeiten

Obwohl der gesamte Ith als FFH-Schutzgebiet ausgewiesen ist, kann die südöstlich ausgerichtete Klippengruppe „Marienauer Klippen“ zwischen Marienau und Lauenstein auf Anfänger- und Fortgeschrittenenrouten teilweise bestiegen werden.
- Fest „Wittmus“

Jedes Jahr wird drei Wochen nach Ostern das Fest „Wittmus“ auf dem Marienauer Sportplatz gefeiert. Es hängt mit der Geschichte Marienaus zusammen.

### Vereinsleben
Als übergreifender Verein besteht der Dorfgemeinschaft Marienau e. V. Im kulturellen Bereich besteht in Marienau der Gesangverein Marienau sowie der Verein für Kultur und Kinder. Im sportlichen Bereich besteht der Spiel- und Sportgemeinschaftsring von 1955 e. V. (SSG Marienau von 1955). Es besteht eine Ortsgruppe des Deutschen Roten Kreuzes und der Sozialverband Marienau.
Die Freiwillige Feuerwehr Marienau besteht seit 1924 und ist 37 Mitglieder (2006) stark. Sie sorgt für den Brandschutz und die allgemeine Hilfe. Im Ort ist zudem der ABC-Zug der Kreisfeuerwehr beheimatet, eine Katastrophenschutzsondereinheit der Feuerwehr, die u. a. seit 2006 mit zwei Desinfektionsschleusen zur Tierseuchenbekämpfung ausgerüstet ist.

## Verkehr
In Marienau gabelt sich der Weser-Leine-Radweg. Es besteht ein Rundwanderweg zwischen Coppenbrügge und Marienau mit einer Gesamtlänge von 6,1 km.
Im Jahr 2015 begannen die Bauarbeiten zu einer Ortsumgehung der Bundesstraße 1 im Raum Coppenbrügge–Marienau.
Ein Haltepunkt an der Bahnstrecke Elze–Löhne wurde ab September 2023 errichtet. Die Fertigstellung war zunächst für Frühjahr 2024 vorgesehen. Die Wiedereröffnung der seit Oktober 2023 zunächst unfallbedingt gesperrten Strecke verzögerte sich wegen Installationsarbeiten für das Elektronische Stellwerk Kreiensen. Am 4. Februar 2025 wurde die Strecke wieder in Betrieb genommen und der Haltepunkt in Marienau eröffnet, der den nahegelegenen Bahnhof Voldagsen ersetzte. Über den Haltepunkt bestehen Verbindungen Richtung Hameln und Elze bzw. Hildesheim.